# Robert E. Schofield
Pour les articles homonymes, voir Schofield (homonymie).
Robert Edwin Schofield (1923-2011) est un historien des sciences américain.

## Formation et carrière
Il a travaillé à l'université du Kansas, l'université d'État de l'Iowa à Ames, à l'université Case Western Reserve.

## Travaux
Dans Mechanism and materialism: British natural philosophy in an age of reason, « Schofield s'intéresse à l'usage que les savants britanniques ont fait de la philosophie corpusculaire d'une part, et de la notion newtonienne de l'éther d'autre part. Schofield choisit d'analyser le science britannique dans ses relations avec la théorie de la matière. ».

### Joseph Priestley

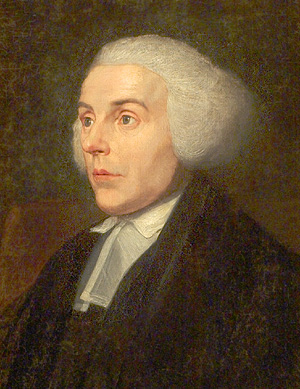
Joseph Priestley.

Il a consacré une partie de ses travaux à Joseph Priestley (1733-1804), dont il est le principal biographe moderne. Ses deux ouvrages font autorité sur Priestley, théologien, pasteur dissident, philosophe naturel, pédagogue et théoricien de la politique anglais, surtout connu pour ses travaux de chimiste et de physicien : on lui attribue généralement la découverte de l'oxygène qu'il a isolé dans son état gazeux. Schofield a également étudié ses apports à d'autres domaines que les sciences : certains spécialistes de l'éducation classent Priestley parmi les meilleurs auteurs anglais de cette discipline, entre John Locke au XVIIe siècle et Herbert Spencer au XIXe siècle ; notamment il préconise également l'éducation des femmes de la classe moyenne, démarche insolite à l'époqueRobert E. Schofield 1997, p. 124–25. Son manuscrit sur l'histoire de l'électricité lui permet de rencontrer John Canton, William Watson, Richard Price  et Benjamin Franklin ; au moment de sa mort, Priestley est membre de la plupart des sociétés savantes du monde et est connu pour la découverte de nombreuses substances.

### Lunar Society

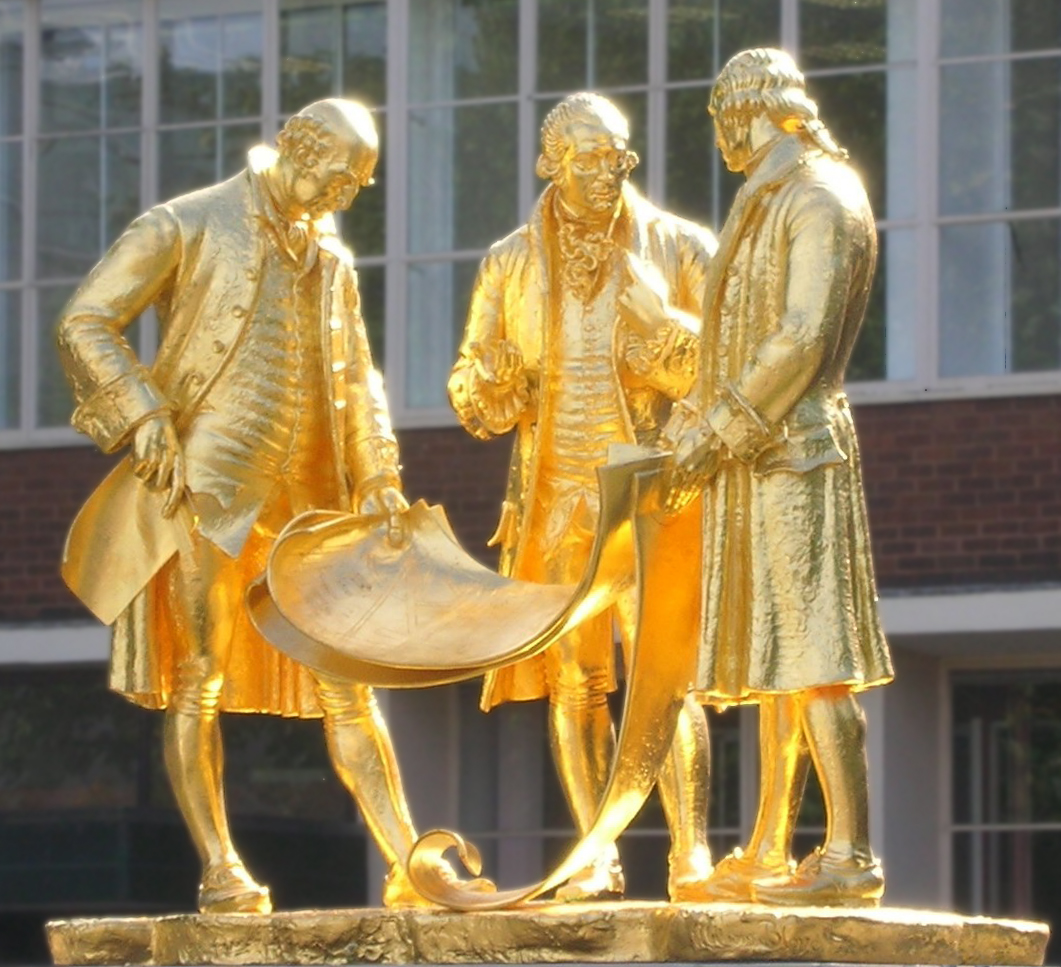
Boulton, Watt et Murdoch. Statue dorée de William Bloye au centre de Birmingham.

Il publie en 1963 The Lunar Society of Birmingham: A Social History of Provincial Science and Industry in Eighteenth-Century England.
Dans ce livre , il s'intéresse à la Lunar Society, un club de restauration composé d’éminentes personnalités de l’industrie, de philosophes de la nature et d’intellectuels qui se réunissaient régulièrement entre 1765 et 1813 à Birmingham, Angleterre, le plus souvent à la pleine lune. On y trouve notamment, outre Joseph Priestley, l'inventeur et botaniste Erasmus Darwin, le chimiste, géologue et industriel James Keir, l'inventeur de la machine à vapeur James Watt et son associé Matthew Boulton, l'horloger et géologue John Whitehurst ou encore le philosophe et économiste Adam Smith. Un total de 14 membres, ce qui est peu au regard de la variété des sujets explorés.
S'intéressant aux sciences alors moins développées de la chimie, la géologie, la météorologie ou l'astronomie sidérale, ils ont surtout développé une application systématique de la science à l'industrie.
La Révolution française et surtout les émeutes de Birmingham en 1791, sèment la division parmi les membres de la société, signant son déclin jusqu'à sa cessation d'activité en 1813.
L'étude de Schofield, par sa recherche minutieuse parmi les correspondances entre membres et d'autres documents, lève le voile sur des activités de ce qui jusque-là était considérée comme une cotrie de personnes partageant les mêmes centres d'intérêt. Une étude qualifiée de « définitive : alors qu'il serait idiot de suppose qu'aucun matériau supplémentaire relatif à cette Société ne soit mis à jour, il est très probable que tout ce qui avait une importance majeure a maintenant été examiné. ».
Il s'est intéressé à d'autres sujets, tels que Charles Willson Peale, fondateur du deuxième musée d'histoire naturelle américain à Philadelphie (le Peale Museum) en 1784.

## Prix et distinctions
Il reçoit en 1964 le prix Pfizer décerné l’History of Science Society pour son livre The Lunar Society of Birmingham: A Social History of Provincial Science and Industry in Eighteenth-Century England,.
En 2006 il est le premier lauréat du prix Roy G. Neville (en) décerné par l'Institut d'histoire des sciences, pour The Enlightened Joseph Priestley: A Study of His Life and Works from 1773 to 1804,.

## Publications
- The Lunar Society of Birmingham: A Social History of Provincial Science and Industry in Eighteenth-Century England (London: Oxford University Press, 1963)
- Mechanism and materialism: British natural philosophy in an age of reason (1970)
- The Lunar Society of Birmingham (1963)
- Joseph Priestley, scientist, theologian, and metaphysician, actes du Joseph Priestley Symposium (1974 Wilkes-Barre, Pa.), Joseph Priestley Symposium, Erwin N. Hiebert, Aaron John Ihde, Robert E. Schofield (1979).
- Beyond history of science : essays in honor of Robert E. Schofield
- (en) Robert E. Schofield, The Enlightenment of Joseph Priestley: A Study of his Life and Work from 1733 to 1773, University Park, Pennsylvania State University Press, 1997, 305 p. (ISBN 0-271-01662-0)
- (en) Robert E. Schofield, The Enlightened Joseph Priestley: A Study of His Life and Work from 1773 to 1804, University Park, Pennsylvania State University Press, 2004, 461 p. (ISBN 0-271-02459-3)
- The Iowa State University Press series in the history of technology and science
- Isaac Newton's papers and letters on natural philosophy and related documents
- Man & nature; an introduction to the humanities in science
- Ascientific autobiography of Joseph Priestley, 1733-1804; selected scientific correspondence
- Stephen Hales, 1980